# Pieter Feijo Onno Sickinghe
Jhr. Pieter III Feijo Onno Sickinghe (Groningen, 5 februari 1824 – 's-Gravenhage, 8 augustus 1885) was een Nederlands luitenant-kolonel der infanterie, page van koning Willem II, officier bij het departement van Oorlog en bestuurder bij verschillende organisaties. Zo was hij commissaris bij de Koninklijke vereniging van gepensioneerde officieren van het Nederlandse leger en lid van het hoofdcomité van het Nederlandse Rode Kruis.

## Biografie
Sickinghe, telg uit het Gronings oud adellijke regententengeslacht Sickinghe, werd in 1824 geboren als zoon van jhr. mr. Onno Joost Sickinghe; rechter en politicus te Groningen en Veronica Petronella van Orsoy (1780-1846). Zijn grootvader was jhr. mr. Pieter Rembt Sickinghe; rechter, lid van het Wetgevend Lichaam van het Bataafs Gemenebest en drost van het Hunsingokwartier te Groningen.
Sickinghe was meester in de vrijmetselarij bij loge De Edelmoedigheid te 's-Hertogenbosch. Ook was hij lid van het Genootschap Kunstliefde.
Sickinghe woonde rond 1880 op Janskerkhof 2 te Utrecht. Hij huurde het pand voor ƒ1103 per jaar. Het huis beschikte onder meer over een ruime vestibule, elf kamers voorzien van behang, stucwerk, lambrisering en schoorstenen met marmeren mantels. Daarnaast waren er dienstbodekamers, berg- en mangelruimtes, een goed uitgeruste keuken met welwater, grote droge kelders met kluizen, gasleidingen en meer. In april 1883 verhuisde hij met zijn echtgenote naar Den Haag.   
Sickinghe overleed op 8 augustus 1885 op 61-jarige leeftijd aan de gevolgen van kanker en werd te Utrecht begraven. 

## Huwelijk en nakomelingen

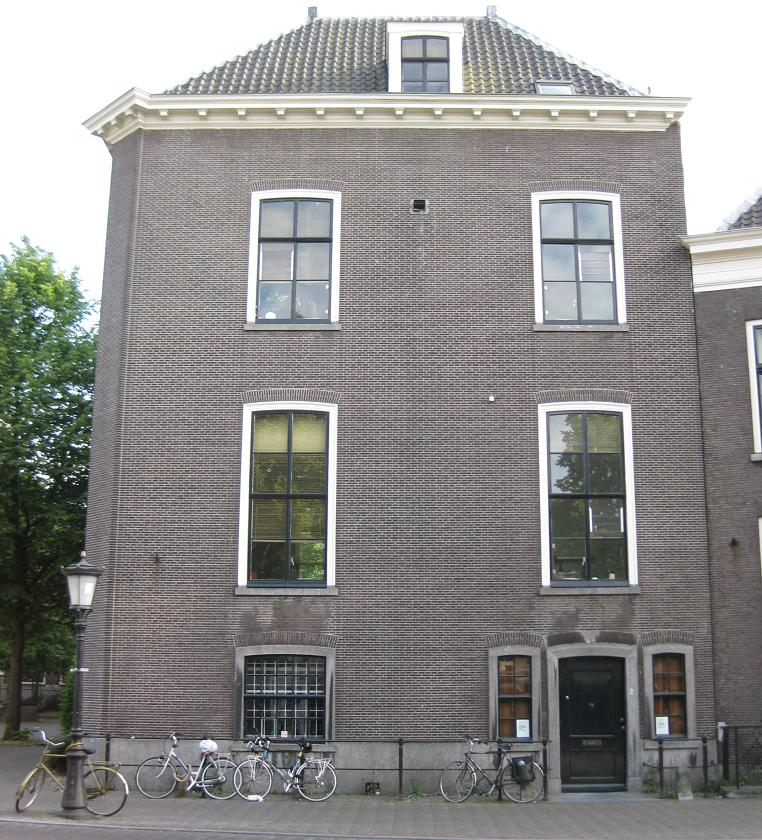
Janskerkhof 2 in de binnenstad van Utrecht

Sickinghe trouwde op 14 mei 1857 met Ottelina Cornelia van Eck (1833-1870), kleindochter van Jacob Nicolaas van Eck (1752-1833), de eerste burgemeester van Arnhem. Samen kregen zij drie kinderen, hieronder: 
- jhr. Onno Joost Sickinghe (1858-1948); eerste luitenant bij de schutterij van Utrecht, gemeenteraadslid en gemeenteontvanger van Zeist, commissaris en bestuurder
- jhr. Agathon Gerard Sickinghe (1868-1954); luitenant-generaal titulair der artillerie, eerste kamerheer, adjudant en waarnemend hofmaarschalk van koningin Wilhelmina der Nederlanden

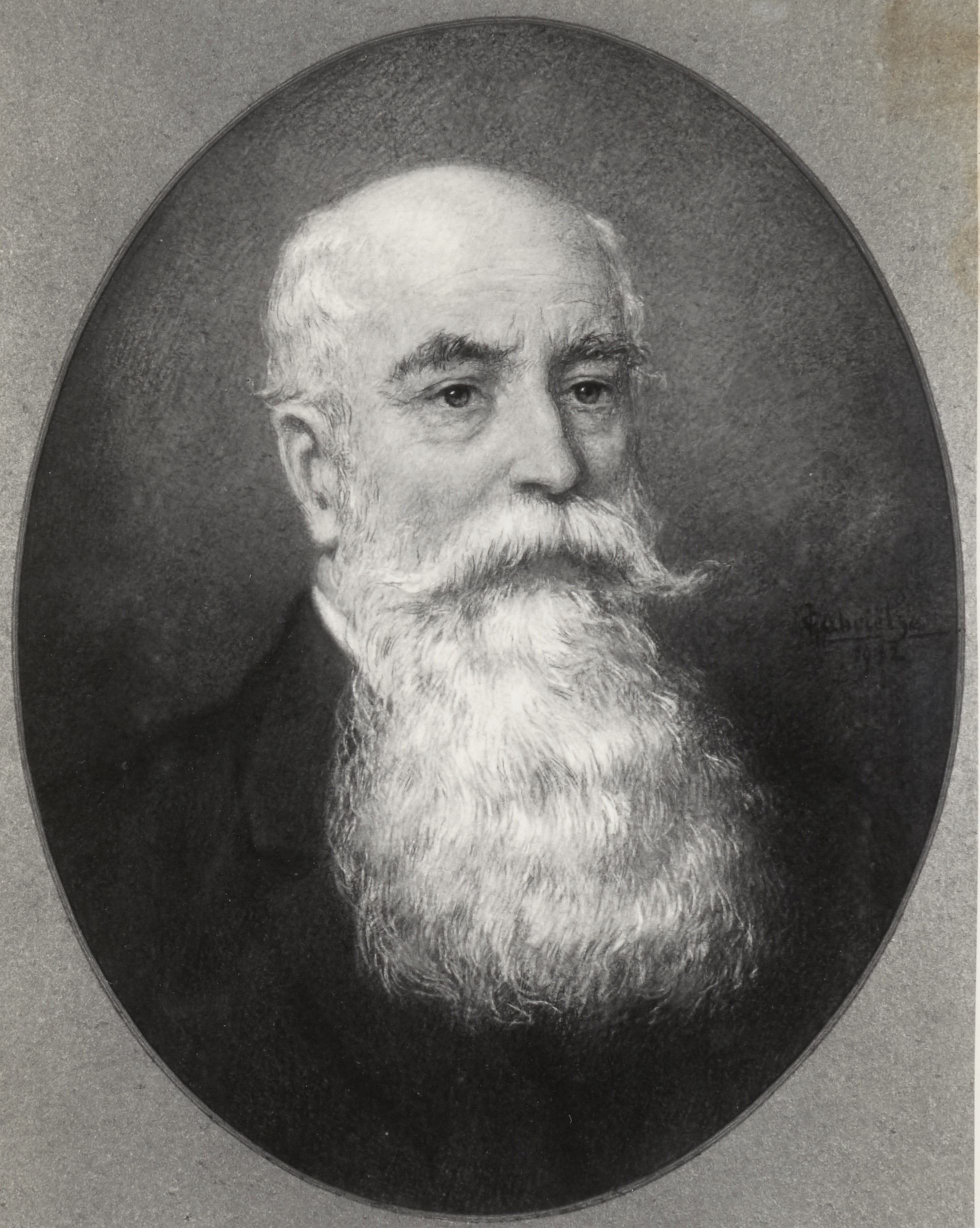
Portret van van jhr. Onno Joost Sickinghe (1858-1948), oudste zoon van Pieter Feijo Onno

Tussen de zoons in kregen Pieter en Ottelina nog een dochter genaamd Agatha Gérardine (geb. 4 maart-overl. 22 maart 1864); zij overleed nog geen drie weken na haar geboorte.
Sickinghe was de grootvader van: 
- jhr. Duco Wilhelm Sickinghe (1888-1983); luitenant-kolonel der artillerie en ordonnansofficier van koningin Wilhelmina
- jkvr. Ottelina Cornelia Sickinghe (1895-1975); getrouwd met mr. Pieter Cort van der Linden (1893-1969), burgemeester van Groningen
- jhr. ir. Pieter Feyo Onno Rembt Sickinghe (1900-1974); intendant der Koninklijke Paleizen te Amsterdam en 's-Gravenhage en directeur van het Koninklijk Huisarchief.

Pieter Feijo Onno's vrouw Ottelina overleed op 37-jarige leeftijd aan de gevolgen van tuberculose. Zijn zoons waren op dat moment twaalf en twee jaar oud. Hij hertrouwde op 1 mei 1873 te Utrecht met jkvr. Louise Petronella Gevers Leuven (1832-1893), lid van de adellijke familie Gevers.  

## Loopbaan

### Als militair
Sickinghe begon zijn carrière als aspirant-page in 1834. In 1838 werd hij kadet. In 1840 volgde zijn eerste studiejaar bij de infanterie. Op 16 augustus 1841 werd Sickinghe benoemd als page van koning Willem II op een jaargeld van 700 gulden.
In 1843 volgde een bevordering tot tweede-luitenant bij het 4e infanterie regiment. In 1851 was hij een van de infanterie officieren die gedetacheerd waren bij de Geweerwinkel in Delft. In 1852 werd Sickinghe overgeplaatst naar de Grenadiers. In 1852 was hij Eerste luitenant bij het 6e infanterie regiment en in 1855 volgde een overplaatsing naar de Jagers. Zo zat hij in 1859 bij het vierde bataljon Jagers van het Regiment Grenadiers en Jagers. In datzelfde jaar werd hij bevorderd tot kapitein bij het 2e regiment der infanterie.

In 1860 volgde een overplaatsing naar het Ministerie van Oorlog. Hier was Sickinghe een van de vier officieren van het bureau Personeel en militaire zaken. Na drie jaar voor het ministerie gewerkt te hebben sloot hij zich in 1863 weer aan bij de Grenadiers. In 1869 was hij majoor bij het 6e regiment infanterie en in datzelfde jaar ging hij met buitenlands verlof en werd hij op 8 juni 1869 op non-actief gesteld. In 1870 werd hij herplaatst in actieve dienst bij het 8e regiment infanterie en werd bevorderd tot luitenant-kolonel.

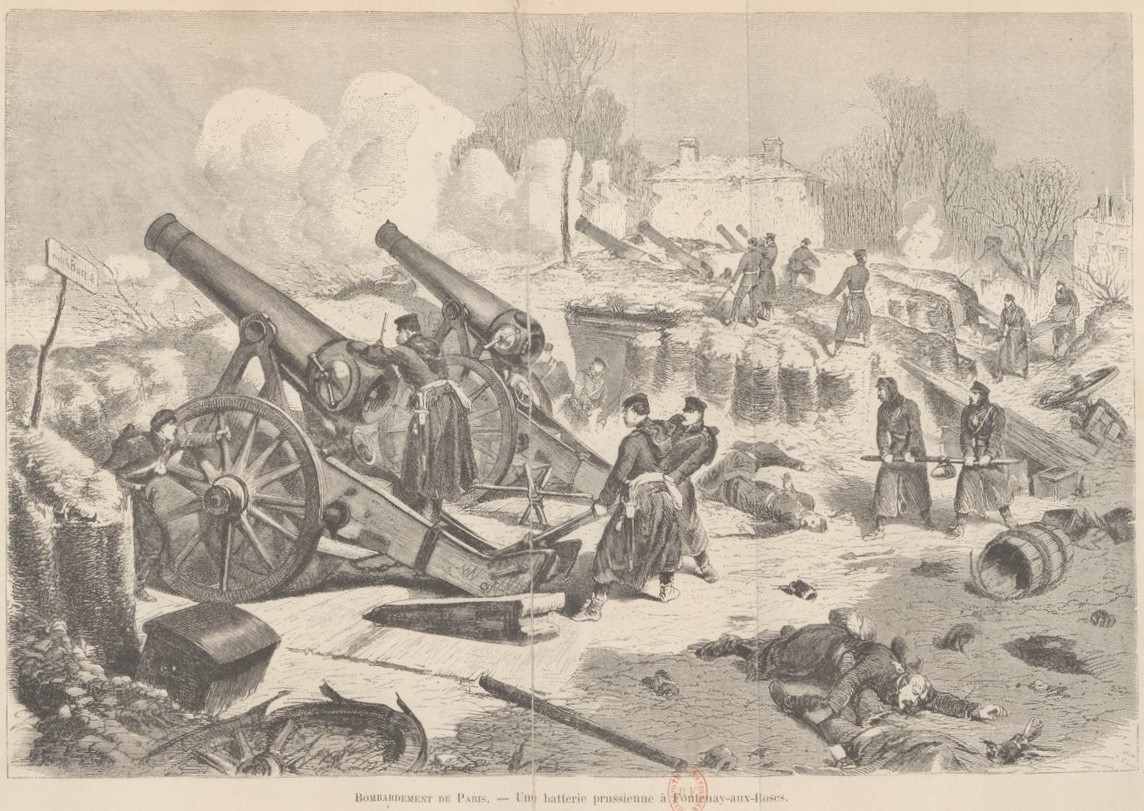
Een batterij gepositioneerd in Fontenay-aux-Roses. Illustratie verschenen in Le bombardement de Paris par les Prussiens, januari 1871, Parijs, Didot, 1872.

In 1871 werd door de minister van oorlog een speciale commissie benoemd. Deze commissie moest in en rondom Parijs alle Pruisische en Franse verdedigings- en aanvalswerken in kaart brengen. De commissie bestond uit luitenant-kolonel Sickinghe van de generale staf, generaal-majoor graaf van Limburg Stirum van de genie (president), kolonel van der Schrieck van de infanterie, majoor Holtzechue van de genie, de kapiteins Reuther en Hoyel van de artillerie en de kapiteins van Helden, van de generale staf. De heren Sluiter en van de Spiegel van de artillerie sloten zich op eigen kosten aan bij de commissie. Prins Frederik der Nederlanden zorgde ervoor dat de Pruisische regering bij het bezoek van de commissie meewerkend was.
Sickinghe ging uiteindelijk in 1874 met pensioen. 

### Als bestuuder
Sickinghe werd na zijn tijd als militair commissaris bij de Koninklijke vereniging van gepensioneerde officieren van het Nederlandse leger. Hij zat daarnaast in het Hoofdcomité van de Nederlandse vereniging tot het verlenen van hulp aan zieke en gewonde krijgslieden in tijd van oorlog (vanaf 1896 Het Nederlandse Rode Kruis genaamd) te 's-Gravenhage.

## Schietwedstrijden

### Paleis het Loo

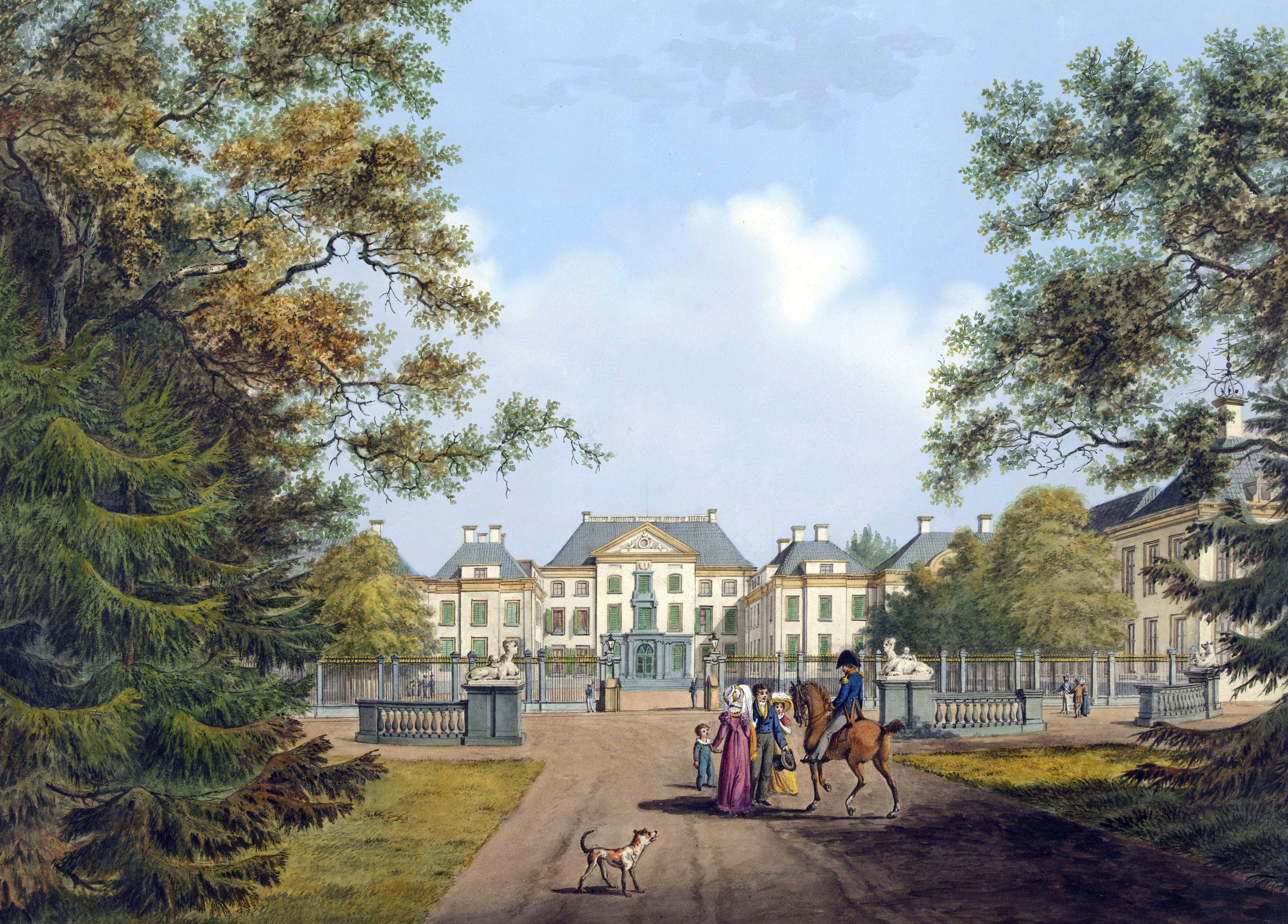
Gezicht op Paleis het Loo, 1828

Op 18 juni 1851 werd de gedenkdag van de Slag bij Waterloo op Paleis Het Loo door kanonschoten begroet. Ter gelegenheid vond een concours buksschieten voor officieren plaats. 36 officieren, waaronder Sickinghe, namen deel aan de wedstrijd. Men kwam destijds tezamen op het paleis en trok om 10 uur 's ochtends richting de plaats van de wedstrijd, buiten het park. Naast de vorst waren ook de prinsen Frederik en Hendrik aanwezig. Pieter Feijo Onno Sickinghe, 2e luitenant van het 4e regiment infanterie, was uiteindelijk met 53 punten in 5 schoten de winnaar. Hij kreeg van koning Willem II der Nederlanden een 'prachtige buks met toebehoren' overhandigd. De luitenant Klerk en de Jong, beiden 43 punten behaald hebbende, moesten een gouden horloge met ketting zien te verdelen; eerstgenoemde was de gelukkige.
De Koning nodigde de heren officieren die hadden deelgenomen aan het concours, alsmede de aanwezig gepensioneerde officieren die ten minste een rang hadden van majoor uit voor een feestmaal in een tent op de Schuttersweide. 

### Legerkamp Waalsdorp
Op vrijdag 18 september 1868 deed Sickinghe mee aan 'Wedstrijd D' voor scherpschutters op legerkamp Waalsdorp. Hij werd met 48 punten 4e op de afstand van 100 passen. Aangezien meerdere schutters dezelfde score behaalde kreeg Sickinghe de '12e prijs': een zilveren horlogeketting uit handen van mr. Jochems.